# Huta Tonga
Huta Tonga is een bestuurslaag in het regentschap Tapanuli Selatan van de provincie Noord-Sumatra, Indonesië. Huta Tonga telt 1679 inwoners (volkstelling 2010).